# I’ll Find a Way
I’ll Find a Way ist ein kanadischer Dokumentar-Kurzfilm der Regisseurin Beverly Shaffer aus dem Jahr 1977. Er wurde mit einem Oscar ausgezeichnet.

## Handlung
Der Film handelt von der neunjährigen Nadia DeFranco, die an Spina bifida leidet und sich nur auf Krücken fortbewegen kann. Er begleitet sie eine Woche lang und zeigt, wie sie ihren Alltag in der Schule und der Familie bewältigt.

## Hintergrund
Der Film gehört zu der vom National Film Board of Canada (NFB) produzierten Direct-Cinema-Doku-Reihe Children of Canada, deren Folgen kanadische Kinder in verschiedenen Lebensumständen porträtieren. Er wurde in Farbe auf 16 mm gedreht. Drehort war Toronto. Die Premiere fand am 6. Dezember 1999 auf dem Taipei Golden Horse Film Festival statt.
1999 produzierte Beverly Shaffer die Fortsetzung Just a Wedding, in der Nadia DeFranco einen Mann heiratet, den sie über das Internet kennengelernt hat. Im Gegensatz zu I’ll Find a Way kommen darin auch nachgestellte Szenen vor.

## Rezeption
Thomas Waugh, Professor für Filmwissenschaft an der Concordia University, besprach I’ll Find a Way 1978 in der Cinema Canada. Zunächst kritisiert er zum einen den «Hype», den die Publicity-Abteilung des NFB um die Hauptdarstellerin nach der Oscarverleihung gemacht habe, zum anderen das langjährige Ignorieren guter Dokumentarfilme aus dessen Studio durch die AMPAS. Er urteilt jedoch, «the Oscar couldn't have happened to a nicer film» (deutsch: Der Oscar hätte keinem schöneren Film passieren können.) und lobt die Zurückhaltung und Intelligenz des Films sowie Shaffer, die trotz des emotionalen Themas Gefühlsduselei vermeidet. Insbesondere betont er die Leistung Nadia DeFrancos, aus deren Perspektive die Geschichte des Films mit Selbstbewusstsein und ohne Selbstmitleid erzählt wird. Er vergleicht I’ll Find a Way mit dem ebenfalls oscarprämierten Dokumentar-Kurzfilm Thursday’s Children.

## Auszeichnungen (Auswahl)
- 1978: Oscar in der Kategorie Bester Kurzfilm
- 1979: Nominierung für BAFTA-Award in der Kategorie Best Short Factual Film[3]
- 1979: Best Documentary Film, Tampere International Short Film Festival
- 1978: Award of Excellence, The Film Advisory Board Incorporated
- 1978: Best Film About Children, Childfilm Festival of the Canadian Association for Young Children, Winnipeg
- 1979: AMER Silver Eye Award, Kategorie Personal Courage, Dubuque
- 1980: RAI Award, 10th International Cinema Festival for Children and Young People, Salerno